# Skogssmalmyra
Skogssmalmyra (Leptothorax nylanderi) är en myrart som först beskrevs av W. Foerster 1850.  I den svenska databasen Dyntaxa används istället namnet Temnothorax nylanderi. Enligt Catalogue of Life ingår skogssmalmyra i släktet smalmyror och familjen myror, men enligt Dyntaxa är tillhörigheten istället släktet smalmyror och familjen myror. Arten är reproducerande i Sverige.

## Underarter
Arten delas in i följande underarter:
- L. n. nylanderi
- L. n. nylanderonigriceps
- L. n. nylanderotuberum